# Điểu Cải
Điểu Cải hay là Điểu Văn Cải (1948-1969), còn có biệt danh là "Kon Trô", là người dân tộc Chơ Ro, từng là xã đội trưởng du kích xã Túc Trưng, huyện Định Quán, Đồng Nai, được truy phong danh hiệu Anh hùng lực lượng vũ trang nhân dân của Việt Nam.
Trong cuộc chiến tranh Việt Nam, phong trào dân quân du kích phát triển mạnh ở những vùng người Chơ Ro cư trú, nhất là ở các vùng căn cứ Tân Phú, Phú Lập (Đồng Nai) và chiến khu Đ. Từ năm lên 8 tuổi, ông đã tham gia các hoạt động giúp du kích chiến đấu và giúp cán bộ chuyển tài liệu mật.. Từ năm 16 tuổi, Điểu Cải đã được giao nhiệm vụ xã đội phó, phụ trách đội du kích, từ năm 18 tuổi ông trở thành một xã đội trưởng. Tháng 10 năm 1969, ông trúng mìn và qua đời.
Điểu Văn Cải được thưởng 1 Huân chương chiến công giải phóng hạng nhất, 1 huân chương chiến công giải phóng hạng nhì, 2 huân chương chiến công giải phóng hạng 3 và 4 lần là Chiến sĩ thi đua. Năm 1978, sau chiến tranh, ông được Quốc hội và Hội đồng Nhà nước Việt Nam truy tặng danh hiệu Anh hùng lực lượng vũ trang nhân dân.
Tên của ông nay được đặt cho một trường trung học phổ thông ở huyện Định Quán.
Tên ông cũng được đặt cho một con đường tại phường Ea Tam - Buôn ma Thuột
Vì không ai lưu trữ được tấm hình nào của ông, nên đến năm 2014, Ban Tuyên giáo Huyện ủy Định Quán đã nhờ họa sĩ Võ Tấn Thành tạo dựng lại chân dung ông theo lời kể và mô tả của những người đã từng quen biết ông.